# هفت زیرین
هفت زیرین یا زیر هفت (به انگلیسی: Seven Below) فیلمی محصول سال ۲۰۱۲ و به کارگردانی کوین کاراوی است. در این فیلم بازیگرانی همچون وال کیلمر، وینگ ریمز، لوک گاس، بانی سامرویل، مت بر و ربکا دا کوستا ایفای نقش کرده‌اند.